# Eulopheros harmandi
Eulopheros harmandi là một loài bọ cánh cứng trong họ Lycidae. Loài này được Bourgeois miêu tả khoa học năm 1802.